# Сантандра (Тревизо)
Сантандра је насеље у Италији у округу Тревизо, региону Венето.
Према процени из 2011. у насељу је живело 1102 становника. Насеље се налази на надморској висини од 46 м.